# Hóquei no gelo nos Jogos Olímpicos de Inverno de 1936
O torneio de hóquei no gelo nos Jogos Olímpicos de Inverno de 1936 foi disputado por quinze equipes entre 6 e 16 de fevereiro de 1936 em Garmisch-Partenkirchen.
Consistiu de três fases: na primeira, as quinze equipes foram divididas em quatro grupos, três deles de quatro equipes e um de três. As duas equipes melhores colocadas de cada grupo avançaram a segunda fase, onde foram novamente divididos em dois grupos de quatro equipes. Os dois melhores de cada grupo avançaram à última fase, disputada em um único grupo pelas quatro equipes restantes.

## Medalhistas
|  | GBR Grã-Bretanha |  | CAN Canadá |  | USA Estados Unidos |
|  | James Foster Carl Erhardt Gordon Dailley Archibald Stinchcombe Edgar Brenchley John Coward James Chappell Alexander Archer Gerry Davey James Borland Robert Wyman Jack Kilpatrick Arthur Child |  | Francis Moore Arthur Nash Herman Murray Walter Kitchen Raymond Milton David Neville Kenneth Farmer Hugh Farquharson Maxwell Deacon Alexander Sinclair William Thomson James Haggarty Ralph St. Germain |  | Thomas Moone Francis Shaughnessy Philip LaBatte Frank Stubbs John Garrison Paul Rowe John Lax Gordon Smith Elbridge Ross Francis Spain August Kammer |

## Primeira fase

### Grupo A
| Equipe      | Pts | J | V | E | D | GP | GC |
| ----------- | --- | - | - | - | - | -- | -- |
| CAN Canadá  | 6   | 3 | 3 | 0 | 0 | 24 | 3  |
| AUT Áustria | 4   | 3 | 2 | 0 | 1 | 11 | 7  |
| POL Polônia | 2   | 3 | 1 | 0 | 2 | 11 | 12 |
| LAT Letônia | 0   | 3 | 0 | 0 | 3 | 3  | 27 |

| 6 de fevereiro | CAN Canadá  | 8-1 (5-0, 2-1, 1-0)  | POL Polônia |
| 7 de fevereiro | CAN Canadá  | 11-0 (2-0, 3-0, 6-0) | LAT Letônia |
| 7 de fevereiro | AUT Áustria | 2-1 (0-0, 0-0, 2-1)  | POL Polônia |
| 8 de fevereiro | CAN Canadá  | 5-2 (4-0, 1-2, 0-0)  | AUT Áustria |
| 8 de fevereiro | POL Polônia | 9-2 (1-0, 4-0, 4-2)  | LAT Letônia |
| 9 de fevereiro | AUT Áustria | 7-1 (4-0, 0-0, 3-1)  | LAT Letônia |

### Grupo B
| Equipe             | Pts | J | V | E | D | GP | GC |
| ------------------ | --- | - | - | - | - | -- | -- |
| GER Alemanha       | 4   | 3 | 2 | 0 | 1 | 5  | 1  |
| USA Estados Unidos | 4   | 3 | 2 | 0 | 1 | 5  | 2  |
| ITA Itália         | 2   | 3 | 1 | 0 | 2 | 2  | 5  |
| SUI Suíça          | 2   | 3 | 1 | 0 | 2 | 1  | 5  |

| 6 de fevereiro | GER Alemanha       | 0-1 (0-1, 0-0, 0-0)                 | USA Estados Unidos |
| 7 de fevereiro | USA Estados Unidos | 3-0 (0-0, 3-0, 0-0)                 | SUI Suíça          |
| 7 de fevereiro | GER Alemanha       | 3-0 (1-0, 1-0, 1-0)                 | ITA Itália         |
| 8 de fevereiro | GER Alemanha       | 2-0 (0-0, 1-0, 1-0)                 | SUI Suíça          |
| 8 de fevereiro | USA Estados Unidos | 1-2 (pro) (0-0, 0-0, 1-1, 0-0, 0-1) | ITA Itália         |
| 9 de fevereiro | SUI Suíça          | 1-0 (0-0, 1-0, 0-0)                 | ITA Itália         |

### Grupo C
| Equipe             | Pts | J | V | E | D | GP | GC |
| ------------------ | --- | - | - | - | - | -- | -- |
| TCH Checoslováquia | 6   | 3 | 3 | 0 | 0 | 10 | 0  |
| HUN Hungria        | 4   | 3 | 2 | 0 | 1 | 14 | 5  |
| FRA França         | 2   | 3 | 1 | 0 | 2 | 4  | 7  |
| BEL Bélgica        | 0   | 3 | 0 | 0 | 3 | 4  | 20 |

| 6 de fevereiro | HUN Hungria        | 11-2 (1-1, 2-0, 8-0)                | BEL Bélgica |
| 7 de fevereiro | TCH Checoslováquia | 5-0 (0-0, 4-0, 1-0)                 | BEL Bélgica |
| 7 de fevereiro | HUN Hungria        | 3-0 (0-0, 1-0, 2-0)                 | FRA França  |
| 8 de fevereiro | TCH Checoslováquia | 3-0 (1-0, 1-0, 1-0)                 | HUN Hungria |
| 8 de fevereiro | FRA França         | 4-2 (pro) (1-0, 0-1, 0-0, 1-1, 2-0) | BEL Bélgica |
| 9 de fevereiro | TCH Checoslováquia | 2-0 (0-0, 1-0, 1-0)                 | FRA França  |

### Grupo D
| Equipe           | Pts | J | V | E | D | GP | GC |
| ---------------- | --- | - | - | - | - | -- | -- |
| GBR Grã-Bretanha | 4   | 2 | 2 | 0 | 0 | 4  | 0  |
| SWE Suécia       | 2   | 2 | 1 | 0 | 1 | 2  | 1  |
| JPN Japão        | 0   | 2 | 0 | 0 | 2 | 0  | 5  |

| 6 de fevereiro | GBR Grã-Bretanha | 1-0 (1-0, 0-0, 0-0) | SWE Suécia |
| 7 de fevereiro | GBR Grã-Bretanha | 3-0 (2-0, 0-0, 1-0) | JPN Japão  |
| 7 de fevereiro | SWE Suécia       | 2-0 (1-0, 1-0, 0-0) | JPN Japão  |

## Segunda fase

### Semifinal A
| Equipe           | Pts | J | V | E | D | GP | GC |
| ---------------- | --- | - | - | - | - | -- | -- |
| GBR Grã-Bretanha | 5   | 3 | 2 | 1 | 0 | 8  | 3  |
| CAN Canadá       | 4   | 3 | 2 | 0 | 1 | 22 | 4  |
| GER Alemanha     | 3   | 3 | 1 | 1 | 1 | 5  | 8  |
| HUN Hungria      | 0   | 3 | 0 | 0 | 3 | 2  | 22 |

| 11 de fevereiro | GER Alemanha     | 2-1 (0-0, 1-0, 1-1)            | HUN Hungria      |
| 11 de fevereiro | GBR Grã-Bretanha | 2-1 (1-1, 0-0, 1-0)            | CAN Canadá       |
| 12 de fevereiro | GER Alemanha     | 1-1 (pro) (0-0, 1-0, 0-1, 0-0) | GBR Grã-Bretanha |
| 12 de fevereiro | CAN Canadá       | 15-0 (3-0, 9-0, 3-0)           | HUN Hungria      |
| 13 de fevereiro | GBR Grã-Bretanha | 5-1 (1-0, 3-1, 1-0)            | HUN Hungria      |
| 13 de fevereiro | GER Alemanha     | 2-6 (0-1, 0-3, 2-2)            | CAN Canadá       |

### Semifinal B
| Equipe             | Pts | J | V | E | D | GP | GC |
| ------------------ | --- | - | - | - | - | -- | -- |
| USA Estados Unidos | 6   | 3 | 3 | 0 | 0 | 5  | 1  |
| TCH Checoslováquia | 4   | 3 | 2 | 0 | 1 | 6  | 4  |
| SWE Suécia         | 2   | 3 | 1 | 0 | 2 | 3  | 6  |
| AUT Áustria        | 0   | 3 | 0 | 0 | 3 | 1  | 4  |

| 11 de fevereiro | USA Estados Unidos | 2-0 (0-0, 2-0, 0-0) | TCH Checoslováquia |
| 11 de fevereiro | SWE Suécia         | 1-0 (1-0, 0-0, 0-0) | AUT Áustria        |
| 12 de fevereiro | USA Estados Unidos | 1-0 (0-0, 1-0, 0-0) | AUT Áustria        |
| 12 de fevereiro | TCH Checoslováquia | 4-1 (0-1, 2-0, 2-0) | SWE Suécia         |
| 13 de fevereiro | USA Estados Unidos | 2-1 (0-0, 1-1, 1-0) | SWE Suécia         |
| 13 de fevereiro | TCH Checoslováquia | 2-1 (0-0, 2-1, 0-0) | AUT Áustria        |

## Fase final
O resultado obtido na fase anterior entre as equipes de um mesmo grupo foram considerados para a fase final. Após a realização da segunda fase, a Associação Canadense de Hóquei Amador (CAHA) e os organizadores do torneio tentaram alterar o regulamento para que os resultados da segunda fase fossem ignorados e novas partidas fossem realizadas entre todas as equipes na fase final. A apelação foi rejeitada pelas autoridades do Comitê Olímpico Internacional e os jogos Canadá contra Grã-Bretanha e Estados Unidos contra Checoslováquia de 11 de fevereiro foram considerados na tabela da fase final.
| Equipe             | Pts | J | V | E | D | GP | GC |
| ------------------ | --- | - | - | - | - | -- | -- |
| GBR Grã-Bretanha   | 5   | 3 | 2 | 1 | 0 | 7  | 1  |
| CAN Canadá         | 4   | 3 | 2 | 0 | 1 | 9  | 2  |
| USA Estados Unidos | 3   | 3 | 1 | 1 | 1 | 2  | 1  |
| TCH Checoslováquia | 0   | 3 | 0 | 0 | 3 | 0  | 14 |

| 14 de fevereiro | GBR Grã-Bretanha | 5-0 (2-0, 0-0, 3-0)                      | TCH Checoslováquia |
| 15 de fevereiro | CAN Canadá       | 7-0 (3-0, 3-0, 1-0)                      | TCH Checoslováquia |
| 15 de fevereiro | GBR Grã-Bretanha | 0-0 (pro) (0-0, 0-0, 0-0, 0-0, 0-0, 0-0) | USA Estados Unidos |
| 16 de fevereiro | CAN Canadá       | 1-0 (1-0, 0-0, 0-0)                      | USA Estados Unidos |

## Classificação final
| Pos.   | Equipe             |
| ------ | ------------------ |
| Ouro   | GBR Grã-Bretanha   |
| Prata  | CAN Canadá         |
| Bronze | USA Estados Unidos |
| 4      | TCH Checoslováquia |
| 5      | GER Alemanha       |
| 5      | SWE Suécia         |
| 7      | AUT Áustria        |
| 7      | HUN Hungria        |
| 9      | FRA França         |
| 9      | ITA Itália         |
| 9      | JPN Japão          |
| 9      | POL Polônia        |
| 13     | BEL Bélgica        |
| 13     | LAT Letônia        |
| 13     | SUI Suíça          |